# Вінчестер-Бей (Орегон)
Вінчестер-Бей (англ. Winchester Bay) — переписна місцевість (CDP) в США, в окрузі Дуглас штату Орегон. Населення — 462 особи (2020).

## Географія
Вінчестер-Бей розташований за координатами 43°40′38″ пн. ш. 124°10′40″ зх. д. / 43.67722° пн. ш. 124.17778° зх. д. (43.677256, -124.177724).  За даними Бюро перепису населення США в 2010 році переписна місцевість мала площу 8,11 км², з яких 5,98 км² — суходіл та 2,13 км² — водойми. В 2017 році площа становила 9,21 км², з яких 6,92 км² — суходіл та 2,28 км² — водойми.

## Демографія
Згідно з переписом 2010 року, у переписній місцевості мешкали 382 особи в 197 домогосподарствах у складі 108 родин. Густота населення становила 47 осіб/км².  Було 270 помешкань (33/км²).
Расовий склад населення:
| - 93,7 % — білих - 0,5 % — азіатів - 0,3 % — корінних американців - 2,9 % — осіб інших рас |

До двох чи більше рас належало 2,6 %. Частка іспаномовних становила 7,9 % від усіх жителів.
За віковим діапазоном населення розподілялося таким чином: 11,0 % — особи молодші 18 років, 51,0 % — особи у віці 18—64 років, 38,0 % — особи у віці 65 років та старші. Медіана віку мешканця становила 59,0 року. На 100 осіб жіночої статі у переписній місцевості припадало 113,4 чоловіків;  на 100 жінок у віці від 18 років та старших — 115,2 чоловіків також старших 18 років.
Середній дохід на одне домашнє господарство  становив 55 356 доларів США (медіана — 56 198), а середній дохід на одну сім'ю — 77 762 долари (медіана — 60 948). За межею бідності перебувало 5,9 % осіб, у тому числі 0,0 % дітей у віці до 18 років та 5,9 % осіб у віці 65 років та старших.
Цивільне працевлаштоване населення становило 111 осіб. Основні галузі зайнятості: мистецтво, розваги та відпочинок — 55,9 %, науковці, спеціалісти, менеджери — 32,4 %, публічна адміністрація — 11,7 %.